# Beatrice Chebet
Beatrice Chebet (Kericho, Kenya, 5 de març del 2000) és una atleta keniana, especialista en curses de fons i de camp a través.
Actualment ostenta els rècords mundials dels 10.000 metres i dels 5km en carrer.
Chebet, que treballa com a agent de policia, va participar en els Jocs Olímpics de París 2024, obtenint dues medalles d'or, a les proves de 5.000 metres i 10.000 metres.
Va guanyar dues medalles al Campionat Mundial d'Atletisme, els anys 2022 i 2023, i una medalla d'or al Campionat Mundial d'Atletisme en Ruta del 2023. A més, va obtenir quatre medalles al Campionat Mundial de Camp a Través, els anys 2023 i 2024.
Al maig de 2024 va establir una nova plusmarca mundial dels 10.000 metres amb un registre de 28:54,14, sent la primera dona a baixar dels 29 minuts en aquesta distància.
El 31 de desembre de 2024, a la Cursa dels Nassos, Chebet va batre el rècord mundial mixt de 5 quilòmetres, aconseguint un temps de 13:54. En establir aquest rècord, Chebet es va convertir en la primera dona a trencar la barrera dels 14 minuts en qualsevol superfície.

## Marques personals
| Disciplina | Marca       | Seu       | Data                   |
| ---------- | ----------- | --------- | ---------------------- |
| 10.000m    | 28:54.14 WR | Eugene    | 25 de maig de 2024     |
| 5.000m     | 14:05.92    | Eugene    | 17 de setembre de 2023 |
| 1.500m     | 4:06.09     | Nairobi   | 24 de juny de 2023     |
| 5km carrer | 13:54 WR    | Barcelona | 31 de desembre de 2024 |

## Trajectòria professional
| Jocs Olímpics      | Jocs Olímpics | Jocs Olímpics | Jocs Olímpics |
| Any                | Seu           | Posició       | Prova         |
| ------------------ | ------------- | ------------- | ------------- |
| 2024               | París         | 1             | 5.000m        |
| 2024               | París         | 1             | 10.000m       |
| Campionat del Món  |               |               |               |
| 2022               | Eugene        | 2             | 5.000m        |
| 2023               | Budapest      | 3             | 5.000m        |
| Campionat d'Àfrica |               |               |               |
| 2022               | Saint Pierre  | 1             | 5.000m        |